# أعظم خان سواتي
أعظم خان سواتي (بالبشتوية:  اعظم خان سواتی)‏، (22 يونيو 1956) سياسي باكستاني ورجل أعمال مليونير شغل منصب الوزير الاتحادي للعلوم والتكنولوجيا، وعضو مجلس الشيوخ الباكستاني من 2006 إلى 2011. وهو نائب الرئيس المنتخب لحركة الإنصاف الباكستانية. يمتلك سلسلة من المتاجر، وكان عضوًا في الكونغرس الأمريكي الباكستاني.
ولد في مقاطعة خيبر بختونخوا، استقال خان سواتي من مجلس الشيوخ وجمعية علماء الإسلام، وفي 17 ديسمبر 2011 انضم إلى حركة الإنصاف الباكستانية. تابع سواتي قضية الفساد في الحج في المحكمة العليا بلا هوادة، مما أجبر الحكومة إلى إقالة وزير الشؤون الدينية السابق حامد سعيد كاظمي. وفي انتخابات مجلس الشيوخ لعام 2018 تم انتخابه مرة أخرى كعضو في مجلس الشيوخ. يشغل حاليًا منصب الوزير الاتحادي للشؤون البرلمانية منذ 18 أبريل 2019 في حكومة رئيس الوزراء عمران خان.